# Yohan Hadikusumo Wiratama
Yohan Hadikusumo Wiratama (chinesisch 魏仁君, Pinyin Wèi Rénjūn; * 6. April 1977) ist ein Badmintonspieler aus Hongkong mit indonesischer Herkunft. Alan Budikusuma ist sein Bruder.

## Karriere
Yohan Hadikusumo Wiratama wurde 2000, noch für Indonesien startend, Dritter bei den Indonesia Open. Für seine neue Heimat Hongkong gewann er 2006 die Philippines Open, 2009 die Australian Open und 2010 die German Open.

## Sportliche Erfolge
| Saison | Veranstaltung       | Disziplin    | Platz | Name                                               |
| ------ | ------------------- | ------------ | ----- | -------------------------------------------------- |
| 1999   | Indonesia Open      | Herreneinzel | 5     | Johan Hadikusuma                                   |
| 2000   | Indonesia Open      | Herreneinzel | 3     | Johan Hadikusuma                                   |
| 2005   | Chinese Taipei Open | Herreneinzel | 3     | Yohan Hadikusumo Wiratama                          |
| 2005   | Chinese Taipei Open | Herreneinzel | 3     | Yohan Hadikusumo Wiratama                          |
| 2006   | Philippines Open    | Herrendoppel | 1     | Albertus Susanto Njoto / Yohan Hadikusumo Wiratama |
| 2006   | Chinese Taipei Open | Herrendoppel | 3     | Yohan Hadikusuma Wiratama / Albertus Susanto Njoto |
| 2007   | New Zealand Open    | Herrendoppel | 2     | Albertus Susanto Njoto / Yohan Hadikusama Wiratama |
| 2008   | Macau Open          | Mixed        | 2     | Yohan Hadikusumo Wiratama / Chau Hoi Wah           |
| 2009   | Korea Open          | Mixed        | 3     | Yohan Hadikusumo Wiratama / Chau Hoi Wah           |
| 2009   | Australian Open     | Mixed        | 1     | Yohan Hadikusumo Wiratama / Chau Hoi Wah           |
| 2009   | New Zealand Open    | Mixed        | 2     | Yohan Hadikusumo Wiratama / Chau Hoi Wah           |
| 2009   | Weltmeisterschaft   | Mixed        | 9     | Yohan Hadikusumo Wiratama / Chau Hoi Wah           |
| 2010   | German Open         | Mixed        | 1     | Yohan Hadikusumo Wiramata / Tse Ying Suet          |